# Pedro Ávila (Cayey)
Pedro Avila es un barrio ubicado en el municipio de Cayey en el estado libre asociado de Puerto Rico. En el Censo de 2010 tenía una población de 125 habitantes y una densidad poblacional de 59,73 personas por km².

## Geografía
Pedro Ávila se encuentra ubicado en las coordenadas 18°5′53″N 66°11′43″O / 18.09806, -66.19528. Según la Oficina del Censo de los Estados Unidos, Pedro Ávila tiene una superficie total de 2.09 km², que corresponden a tierra firme.

## Demografía
Según el censo de 2010, había 125 personas residiendo en Pedro Ávila. La densidad de población era de 59,73 hab./km². De los 125 habitantes, Pedro Ávila estaba compuesto por el 80.8% blancos, el 10.4% eran afroamericanos, el 5.6% eran de otras razas y el 3.2% pertenecían a dos o más razas. Del total de la población el 99.2% eran hispanos o latinos de cualquier raza.